# Bruno Prada
Bruno Prada (San Paolo, 31 luglio 1971) è un velista brasiliano.

## Palmarès

### Olimpiadi
- 2 medaglie:
  - 1 argento (Pechino 2008 nello Star)
  - 1 bronzo (Londra 2012 nello Star)

### Mondiali
- 4 medaglie:
  - 4 ori (Cascais 2007 nello Star; Perth 2011 nello Star; Hyères 2012 nello Star; Miami 2016 nello Star)